# Orgueil et Préjugés (mini-série, 2025)
Pour les articles homonymes, voir Orgueil et Préjugés et Orgueil et Préjugés (homonymie).
Orgueil et Préjugés est une série basée sur le roman du même nom de Jane Austen paru en 1813. Netflix annonce le 10 avril 2025 qu'Emma Corrin et Jack Lowden incarneront le couple central Elizabeth Bennet et Mr Darcy et que le tournage débutera en 2025 au Royaume-Uni.

## Distribution
- Emma Corrin : Elizabeth Bennet
- Jack Lowden : Mr. Fitzwilliam Darcy
- Olivia Colman : Mrs. Bennet
- Rufus Sewell : Mr. Bennet
- Freya Mavor : Jane Bennet
- Hopey Parish : Mary Bennet
- Hollie Avery : Catherine "Kitty" Bennet
- Rhea Norwood (en) : Lydia Bennet
- Daryl McCormack : Mr. Charles Bingley
- Siena Kelly (en) : Caroline Bingley
- Louis Partridge : Mr. George Wickham
- Jamie Demetriou : Mr. William Collins
- Fiona Shaw : Lady Catherine de Bourgh
- Anjana Vasan (en) : Mrs. Gardiner
- Sebastian Armesto : Mr. Gardiner
- Rosie Cavaliero (en) : Lady Lucas
- Justin Edwards : Sir William Lucas
- Saffron Coomber (en) : Mrs. Hurst
- James Dryden : Mr. Hurst
- James Northcote : Colonel Forster
- Eloise Webb : Harriet Forster
- Isabella Sermon : Georgiana Darcy